# Stazione di Zerbinate
La stazione di Zerbinate è una fermata ferroviaria della Linea Suzzara-Ferrara.
Serve la frazione Zerbinate del comune di Bondeno, in provincia di Ferrara.
La gestione delle infrastrutture è di competenza di Ferrovie Emilia Romagna (FER).
La stazione è priva di traffico passeggeri dall'11 dicembre 2022.

## Strutture ed impianti
La stazione è dotata di un binario.
Il fabbricato viaggiatori è privo della sala d'attesa.

## Movimento
La stazione era servita dai treni regionali svolti da Trenitalia Tper sulla relazione Suzzara-Ferrara, nell'ambito del contratto di servizio stipulato con la Regione Emilia-Romagna.
A novembre 2019, la stazione risultava frequentata da un traffico giornaliero medio di circa 16 persone (7 saliti + 9 discesi).